# Voltes del carrer Ample (Blanes)
Les Voltes del Carrer Ample són un conjunt de tres voltes de pedra integrades a l'actual estructura urbana de Blanes (Selva). Dues estan a la planta baixa de dos habitatges, actualment comerços, i una d'elles està incompleta i restaurada. La tercera forma part d'un carrer, enllaça les cases per sobre del carrer d'en Gibert i continua amb un pòrtic. Aquesta última, que només és una arcada de dovelles de pedra, està coronada per una fornícula construïda, dedicada als sants locals Bonós i Maximià, que inclou dos palmons pintats, un fanal, la nomenclatura dels sants i una data. La fornícula és foradada i té forma de volta de canó. Es tracta de la resta de les antigues voltes i porxos medievals del carrer Ample.
Pel que fa a la fornícula, sembla que fou restaurada el 1953, com s'indica sobre de l'arcada decorativa que emmarca els dos sants. D'altra banda, en comparació amb la documentació gràfica de la fitxa dedicada al Pòrtic d'en Gibert del COAC es veu que, almenys el 1987, la cartel·la amb el nom dels sants era en castellà.